# Три повести
Три повести (фр. Trois contes) — цикл повестей французского писателя Гюстава Флобера. Впервые опубликован в 1877 году, первоначально в нескольких различных журналах, а затем 24 апреля был издан одним томом у постоянного издателя Флобера Жоржа Шарпантье. В состав сборника входят повести «Простая душа», «Легенда о св. Юлиане Милостивом» и «Иродиада», написанные в перерывах между работой над его последним романом «Бувар и Пекюше».

## История создания
Повести написаны Флобером за несколько лет до его смерти, после провала пьесы «Кандидат» и безуспешной попытки предложить театрам пьесу «Слабый пол». Это был сложный для писателя период, вызванный серьёзными материальными проблемами, а также тяжёлой болезнью (эпилепсия) и её последствиями.
В октябре 1875 года Флобер писал в письме к Эдме Роже де Женетт, что чувствует себя смертельно больным и обессиленным:
Я только и думаю, что об истекших днях, о людях, которые ушли безвозвратно. Признак старости и упадка. Что касается литературы, то я не верю более в себя, я чувствую, что опустошён, а это отнюдь не утешительное открытие. „Бувар и Пекюше“ слишком трудный сюжет, я отказываюсь от него, ищу другой роман, но ничего не могу придумать. Пока что примусь за „Легенду о св. Юлиане Странноприимце“, единственно чтобы чем-нибудь заняться, посмотреть, могу ли я ещё придумать хотя бы одну фразу, в чём я весьма сомневаюсь. Эта повесть будет очень короткой, каких-нибудь тридцать страниц.
Следует отметить, что первоначальный замысел «Святого Юлиана» возник у Флобера гораздо раньше — ещё в 1846 году. Позже, в 1856 году, когда он редактировал «Искушение Святого Антония», писатель вновь раздумывал о своём воплощении этой легенды.
«Три повести» были написаны в 1875—1877 годы в следующем порядке: «Легенда о св. Юлиане Милостивом» (сентябрь 1875— февраль 1876); «Простая душа» (февраль 1876 — август 1876); «Иродиада» (август 1876 — февраль 1877). Эмиль Золя указывает, что Флобер считал свою работу над этими повестями фактически отдыхом и замечает, что «На каждую из них он потратил около шести месяцев». По этому поводу Ги де Мопассан также заметил: «Однажды, обессиленный, почти отчаявшийся, он был вынужден прервать свою работу и, в виде отдыха, написал очаровательную книгу „Три повести“».

## Критика
В литературоведении этот сборник писателя рассматривается как своего рода литературная антология, фактически подводящая итог всего его творчества. Французский писатель Мишель Турнье отмечал, что каждая из трёх повестей имеет соответствия и похожа на одну из предыдущих работ Флобера: «Простое сердце» может быть соотнесена с романом «Госпожа Бовари», «Святой Юлиан» с «Искушением святого Антония» а «Иродиада» с романом «Саламбо». Несмотря на то, что описываемые в повестях события сюжетно ничего общего между собой не имеют, события происходят в различных исторических эпохах (повести расположены по принципу нисходящей хронологии) и странах, их герои на первый взгляд между собой никак не связаны, являясь представителями несхожих культур, образования и социальных слоёв, в литературоведении признаётся их литературное единство и обоснованность включения в один сборник. Расположение повестей соответствует определённой логике и представляет собой своего рода обратное путешествие во времени и пространстве, когда каждая последующая история рассказывает о более отдалённом времени в следующей последовательности: современность («Простая душа»), Средневековье («Легенда о св. Юлиане Милостивом») и времена зарождения христианства («Иродиада»).
Хорошо знавший художественный метод Флобера Мопассан писал, что может показаться, будто автор «Трёх повестей» хотел дать в этом сборнике «полное, совершенное отображение своего творчества», а три составляющие этот сборник новеллы «сжато и блестяще обрисовывают три грани его таланта»:
В Простом сердце рассказывается жизнь бедной деревенской служанки, честной и ограниченной,— жизнь, однообразно идущая прямым путём до самой смерти, не озарённая ни единым лучом истинного счастья.
Легенда  о святом Юлиане-странноприимце изображает чудесные приключения святого; в ней та мудрая и красочная наивность, какой пленяет нас роспись цветных окон в старинных церквах.

В Иродиаде писатель обрисовал трагический эпизод отсечения главы Иоанна Крестителя.